# Mario Pacchioli
 (septembre 2016).
Si vous disposez d'ouvrages ou d'articles de référence ou si vous connaissez des sites web de qualité traitant du thème abordé ici, merci de compléter l'article en donnant les références utiles à sa vérifiabilité et en les liant à la section « Notes et références ».
Mario Pacchioli, né le 22 mai 1981 à Ilanz (canton des Grisons), est un chanteur, musicien et acteur suisse.

## Biographie
Mario Pacchioli est issu d'une famille d'artistes. Son père italien Felice Pacchioli est un artiste plasticien et sa mère romanche fut accordéoniste dans le petit orchestre familial Capella Maissen.
À l'âge de 6 ans, Mario Pacchioli joue de l'accordéon et se présente à de nombreuses occasions avec sa mère comme « Piccolo Mario ».
À l'âge de 7 ans, il commence une formation classique de piano chez Ferenc Bognar et une formation de chant classique chez le bassiste grison Armin Caduff.
En 1995, la Radio romanche produit un premier enregistrement, sur lequel Mario Pacchioli interprète avec sa voix de soprano des chansons populaires romanches et italiennes. Avec la Compagnia Rossini, il joue le rôle d'un garçon gitan dans l'opéra culinaire[Quoi ?] La cena è pronta au Parkhotel Waldhaus Flims (en). Peu de temps avant de muer, il chante en 1996 dans l'opéra Nabucco de Giuseppe Verdi, sous la direction d'Armin Caduff.
Mario Pacchioli crée ensuite son premier groupe Maconga. Il fait également ses premières expériences à la télévision (Risiko, SF - Bsuech in, SF - Compagnia Bella, TSI - Cuntrasts, RTR).
En sept ans, le groupe réalise deux albums avec uniquement des compositions originales.
En 2004, Mario Pacchioli participe à la première édition du show télévisé MusicStar (de). L'émission est diffusée entre novembre 2003 et mars 2004 dans le programme de la télévision suisse alémanique. Bien qu'il se place en deuxième position, il signe avec la maison de disques Universal.
Son premier single Tier tei / By your side atteint d'emblée la 3e place des charts suisses. Son album éponyme Mario Pacchioli se classe no 1 dans les charts suisses et devient disque d'or. Après son second single Can't stop loving you (#30) et son deuxième album solo Vias (#13) Mario Pacchioli poursuit sa formation musicale.
En 2009, il sort son troisième album solo Rispondas, qu'il co-produit. Pour la première fois, le Grison chante également en langue française. Avec cet album, il se produit entre autres au 43e Festival de jazz de Montreux et durant une année dans le théâtre parisien Les Blancs-Manteaux. 
Dans la version romanche du Songe d'une nuit d'été de William Shakespeare, il incarne le rôle de Puck. La même année, Mario Pacchioli s'installe à Paris, où il suit une formation d'acteur à l'Académie internationale des arts du spectacle (dirigée par Carlo Boso) à Versailles. En 2012, au Festival d'Avignon, il joue le rôle de Roméo dans Roméo et Juliette de Shakespeare.
Depuis 2013, il se produit également avec l'artiste Laurent Brunetti.

## Discographie

### Albums
- 1995 : Cant
- 1998 : Pertgei (Maconga)
- 2000 : Alla musica (Maconga)
- 2004 : Mario Pacchioli
- 2005 : Vias
- 2009 : Rispondas
- 2015 : Pêcheurs de rêves avec Laurent Brunetti (en tant que pianiste, compositeur et arrangeur)

### Singles
- 2004 : Tier Tei / By your side
- 2004 : Can't stop loving you

## Distinctions
- 2004 - Disque d'or pour Mario Pacchioli

## Théâtre
- 2007 : Forza Surselva de Mariano Tschuor, mise en scène Roman Weishaupt et Jürg Gautschi - Rôle : Giovanni
- 2008 : Trois versions de la vie de Yasmina Reza, mise en scène Lina Baselgia - Rôle : Henri
- 2009 : Le Songe d'une nuit d'été de William Shakespeare, mise en scène Bruno Cathomas - Rôle : Puck
- 2010 : The Cabaret d'après J. Tardieu, mise en scène Pascal Castelletta - Rôle : Le musicien
- 2010 : Chants d'exil de C. Fréchette, mise en scène Clara McBride - Rôle : Raoul
- 2011 : Les Sept contre Thèbes d'Eschyle, mise en scène Pascal Arbeille - Rôle : Étéocle
- 2011 : Le Brasier ardent d'après Ivan Mosjoukine, mise en scène Elena Serra - Rôle : Le mari
- 2011 : Les Enfants du paradis d'après Jacques Prévert, mise en scène Elena Serra - Rôle : Frédéric
- 2012 : Roméo et Juliette de WWilliam Shakespeare, mise en scène Carlo Boso - Rôle : Roméo
- 2012 : La Esmeralda d'après Victor Hugo, mise en scène Danuta Zarazik - Rôle : Clopin
- 2013 : La Prime au suicide de Caroline Cadrieu, mise en scène Caroline Cadrieu - Rôle : Joachim Verrier
- 2014 : Le Conte d'hiver de William Shakespeare, mise en scène Pascal Arbeille - Rôle : Léontes
- Depuis 2013 : Pêcheurs de rêves - le Récital de Mario Pacchioli et Laurent Brunetti, mise en scène Pascal Arbeille